# Meliorismus
Meliorismus (von lateinisch meliorare ‚verbessern‘) bezeichnet in der Philosophie und der Soziologie ein Konzept zur „Verbesserung“ des Menschen, seiner Beziehungen und der gesellschaftlichen, wirtschaftlichen und kulturellen Strukturen, die seine Lebensweise bestimmen. Sein Wortstamm findet sich auch in der Melioration, die jedoch im Unterschied dazu eine „Verbesserung“ bzw. Kultivierung in der Bodenkunde, Landschaftspflege oder Wasserwirtschaft benennt.
Der gesellschaftswissenschaftliche Begriff entstand im US-amerikanischen Pragmatismus des ausgehenden 19. Jahrhunderts und wurde zuerst vom Mathematiker Charles Sanders Peirce geprägt. Später entlehnte ihn sein Freund und Psychologe William James. Beide wurden vor allem auch als Philosophen bekannt.
Neben fortschrittsoptimistischen Positionen, die humanistisch oder pragmatistisch begründet sind, gibt es auch sozialtechnologische Varianten bis hin zu der eugenischen Meliorisierung des Menschen, die besonders deutlich im Nationalsozialismus hervortrat. In der Soziologie von Lester Frank Ward wird die Meliorisierung mit der Eindämmung eines ungebremsten Sozialdarwinismus zusammengedacht. Dem menschlichen Intellekt kommt die Aufgabe zu, die Evolution von Mensch und Gesellschaft zu modulieren und durch soziale Planung die Wohlfahrt zu fördern.